# Kolss-BDC Team
Kolss Cycling Team (código UCI: KLS) fue un equipo ciclista profesional ucraniano de categoría Continental.

## Material ciclista
El equipo utiliza bicicletas Giant. 

## Clasificaciones UCI
A partir de 2005 la UCI instauró los Circuitos Continentales UCI, donde el equipo ha estado desde el año 2010 (año de su fundación), registrado dentro del UCI Europe Tour. Estando en las clasificaciones del UCI Europe Tour Ranking y del UCI Asia Tour Ranking. Las clasificaciones del equipo y de su ciclista más destacado son las siguientes:

### UCI Europe Tour
| Temporada | Clasificación por equipos | Mejor corredor     | Posición |
| 2009-2010 | 100.º                     | Mykhailo Kononenko | 709.º    |
| 2010-2011 | 72.º                      | Mykhailo Kononenko | 274.º    |
| 2011-2012 | 67.º                      | Mykhailo Kononenko | 250.º    |
| 2012-2013 | 13.º                      | Vitaliy Buts       | 9.º      |
| 2013-2014 | 15.º                      | Vitaliy Buts       | 14.º     |
| 2015      | 4.º                       | Vitaliy Buts       | 6.º      |
| 2016      | 19.º                      | Vitaliy Buts       | 90.º     |

### UCI Asia Tour
| Temporada | Clasificación por equipos | Mejor corredor     | Posición |
| 2009-2010 | 60.º                      | Mykhailo Kononenko | 270.º    |
| 2010-2011 | 43.º                      | Evgen Filin        | 147.º    |
| 2012-2013 | 63.º                      | Andriy Vasylyuk    | 221.º    |
| 2013-2014 | 5.º                       | Mykhailo Kononenko | 12.º     |
| 2015      | 7.º                       | Oleksandr Polivoda | 15.º     |
| 2016      | 3.º                       | Serhi Lahkuti      | 20.º     |

## Palmarés
Para años anteriores, véase Palmarés del Kolss-BDC Team

### Palmarés 2017

#### Circuitos Continentales UCI
| Fechas          | Circuito             | Carreras                               | Ganador            |
| 4 de mayo       | UCI Europe Tour 2017 | 2.ª etapa del Tour de Azerbaiyán       | Oleksandr Polivoda |
| 18 de mayo      | UCI Europe Tour 2017 | 1.ª etapa del Tour de Ucrania          | Vitaliy Buts       |
| 18 de mayo      | UCI Europe Tour 2017 | 2.ª etapa del Bałtyk-Karkonosze Tour   | Andriy Kulyk       |
| 19 de mayo      | UCI Europe Tour 2017 | 2.ª etapa del Tour de Ucrania (CRE)    | Kolss-BDC Team     |
| 21 de mayo      | UCI Europe Tour 2017 | Tour de Ucrania                        | Vitaliy Buts       |
| 26 de mayo      | UCI Europe Tour 2017 | Horizon Park Race for Peace            | Mykhailo Kononenko |
| 28 de mayo      | UCI Europe Tour 2017 | Horizon Park Classic                   | Oleksandr Prevar   |
| 22 de julio     | UCI Asia Tour 2017   | 7.ª etapa de la Vuelta al Lago Qinghai | Mykhailo Kononenko |
| 23 de julio     | UCI Asia Tour 2017   | 8.ª etapa de la Vuelta al Lago Qinghai | Oleksandr Polivoda |
| 24 de julio     | UCI Asia Tour 2017   | 9.ª etapa de la Vuelta al Lago Qinghai | Oleksandr Polivoda |
| 25 de julio     | UCI Europe Tour 2017 | Prólogo de la Dookoła Mazowsza (CRI)   | Adrian Banaszek    |
| 5 de agosto     | UCI Europe Tour 2017 | Tour de Ribas                          | Sergiy Lagkuti     |
| 6 de agosto     | UCI Europe Tour 2017 | Odessa Grand Prix                      | Mykhailo Kononenko |
| 26 de agosto    | UCI Asia Tour 2017   | 2.ª etapa del Tour de Xingtái          | Oleksandr Polivoda |
| 3 de septiembre | UCI Europe Tour 2017 | 1.ª etapa del Tour de Bulgaria-Norte   | Sergiy Lagkuti     |
| 5 de septiembre | UCI Europe Tour 2017 | Tour de Bulgaria-Norte                 | Sergiy Lagkuti     |
| 7 de septiembre | UCI Europe Tour 2017 | 1.ª etapa del Tour de Bulgaria-Sur     | Vitaliy Buts       |
| 8 de septiembre | UCI Europe Tour 2017 | 2.ª etapa del Tour de Bulgaria-Sur     | Vitaliy Buts       |
| 9 de septiembre | UCI Europe Tour 2017 | 3.ª etapa del Tour de Bulgaria-Sur     | Vitaliy Buts       |
| 9 de septiembre | UCI Europe Tour 2017 | Tour de Bulgaria-Sur                   | Vitaliy Buts       |
| 8 de noviembre  | UCI Asia Tour 2018   | 1.ª etapa del Tour de Fuzhou           | Mykhailo Kononenko |

#### Campeonatos nacionales
| Fechas      | Carreras                                 | Ganador            |
| 21 de junio | Campeonato de Ucrania Contrarreloj (CRI) | Oleksandr Polivoda |
| 25 de junio | Campeonato de Ucrania en Ruta            | Vitaliy Buts       |

## Plantilla
Para años anteriores, véase Plantillas del Kolss-BDC Team

### Plantilla 2017
| Nombre              | Nacimiento | Nacionalidad | Equipo 2016                |
| Norbert Banaszek    | 18/06/1997 | Polonia      | Verva ActiveJet            |
| Adrian Banaszek     | 21/10/1993 | Polonia      | Verva ActiveJet            |
| Pavlo Bondarenko    | 10/09/1996 | Ucrania      | ISD-Jorbi Continental Team |
| Andrii Bratashchuk  | 08/04/1992 | Ucrania      | Kolss-BDC Team             |
| Yurii Burchenia     | 05/05/1998 | Ucrania      | Neoprofesional             |
| Vitaliy Buts        | 24/10/1986 | Ucrania      | Kolss-BDC Team             |
| Volodymyr Kogut     | 28/07/1984 | Ucrania      | Amore & Vita-Selle SMP     |
| Mykhailo Kononenko  | 30/10/1987 | Ucrania      | Kolss-BDC Team             |
| Andrij Kulyk        | 30/08/1989 | Ucrania      | Kolss-BDC Team             |
| Sergiy Lagkuti      | 24/04/1985 | Ucrania      | Kolss-BDC Team             |
| Vasyl Malynivskiy   | 21/11/1992 | Ucrania      | Kolss-BDC Team             |
| Oleksandr Polivoda  | 31/03/1987 | Ucrania      | Kolss-BDC Team             |
| Oleksandr Prevar    | 28/06/1990 | Ucrania      | Kolss-BDC Team             |
| Llibert Sendrós     | 16/09/1991 | España       | Kolss-BDC Team             |
| Mykyta Skorenko     | 28/06/1993 | Ucrania      | Kolss-BDC Team             |
| Vladyslav Soltasiuk | 23/09/1997 | Ucrania      | ISD-Jorbi Continental Team |
| Andriy Vasylyuk     | 29/08/1987 | Ucrania      | Kolss-BDC Team             |

1. 1 2  Desde el 24 de marzo.
2. 1 2  Desde el 3 de marzo.
3. ↑  Desde el 30 de mayo.
4. ↑  Hasta el 10 de marzo.